# Cursan
Cursan – miejscowość i gmina we Francji, w regionie Nowa Akwitania, w departamencie Żyronda.
Według danych na rok 1990 gminę zamieszkiwało 451 osób, a gęstość zaludnienia wynosiła 74 osób/km² (wśród 2290 gmin Akwitanii Cursan plasuje się na 750. miejscu pod względem liczby ludności, natomiast pod względem powierzchni na miejscu 1350.).